# Xã Ashtabula, Quận Ashtabula, Ohio
Xã Ashtabula (tiếng Anh: Ashtabula Township) là một xã thuộc quận Ashtabula, tiểu bang Ohio, Hoa Kỳ. Năm 2010, dân số của xã này là 20.941 người.